# Horní Újezd
Horní Újezd – miejscowość i gmina (obec) w Czechach, w kraju ołomunieckim, w powiecie Przerów. W 2022 roku liczyła 426 mieszkańców.